# 金城模

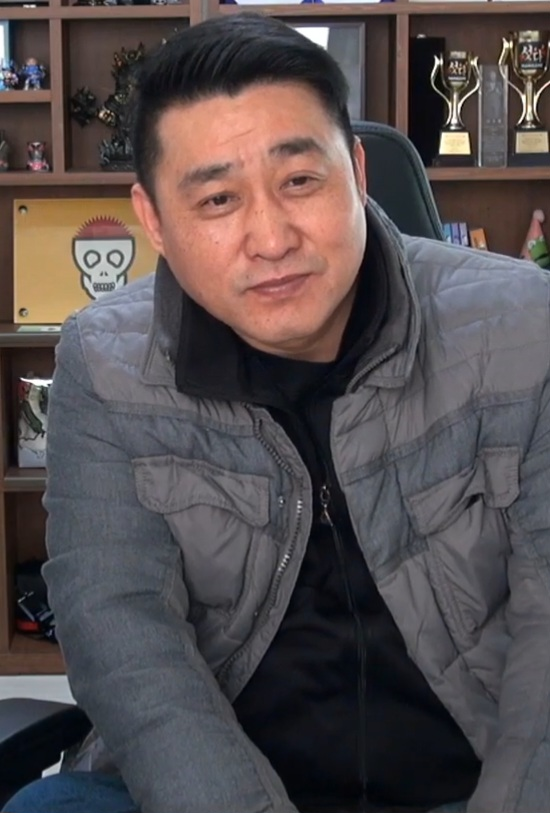
2020年

金 城模（キム・ソンモ、朝鮮語: 김성모、1969年 - ）は、大韓民国の漫画家。
様々なジャンルの漫画を手掛けている。

## 経歴
ソウル特別市出身。1993年に『宝物の島』にて短編「約束」を掲載して漫画界に登場した。作品に「魔界対戦」、「ラッキーチャン」シリーズ、「ガンアン男子」などがある。